# Joaquín Rodrigo

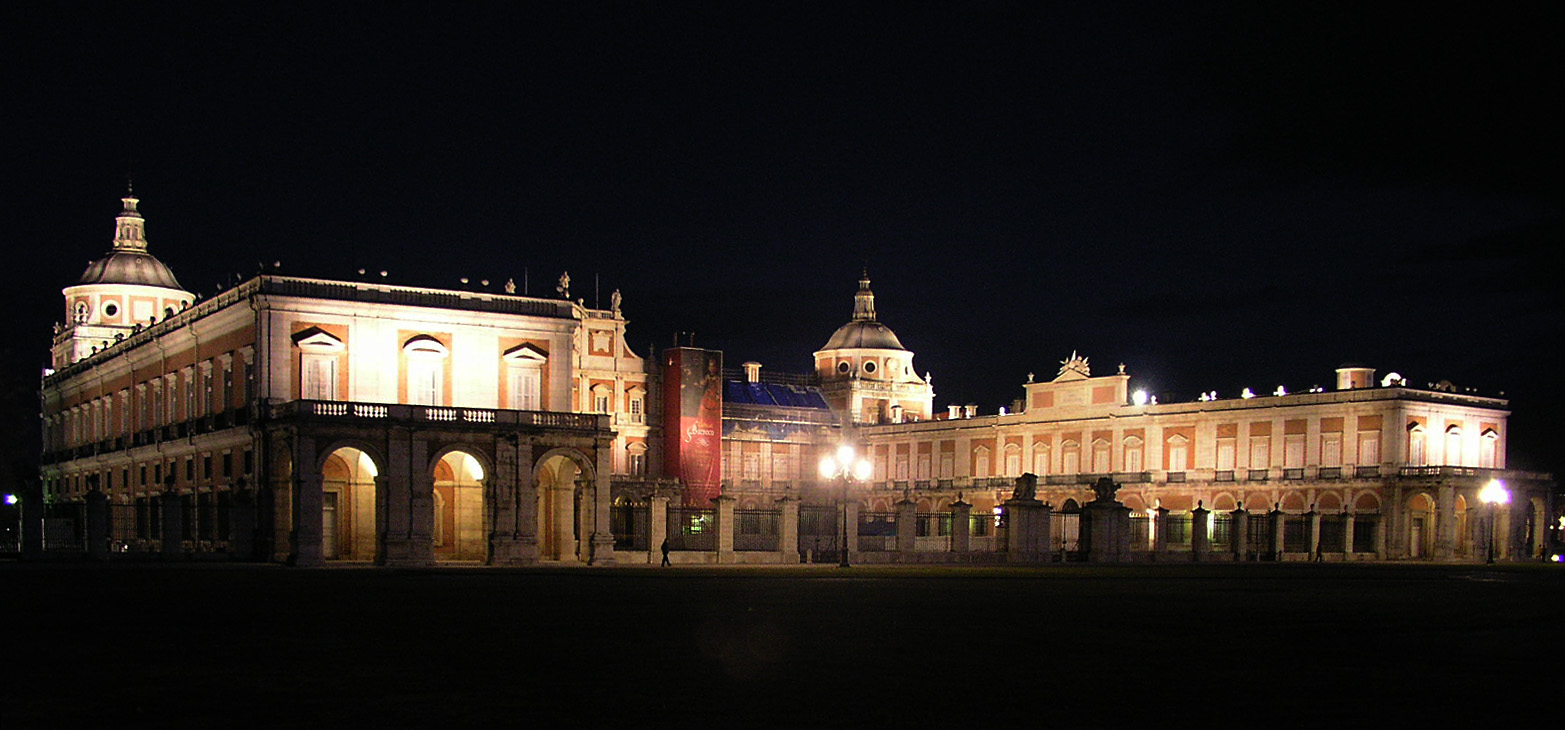
A királyi palota Aranjuez-ben

Joaquín Rodrigo Vidre (Sagunt, 1901. november 22. – Madrid, 1999. július 6.) spanyol klasszikus zeneszerző, zongoraművész.

## Életútja
Rodrigo – aki háromévesen diftéria következtében megvakult – 1927-ig Valenciában tanult a konzervatóriumban, majd Párizs következett, ahol az École Normale de Musique–ban tökéletesítette zenei képzését – többek közt Paul Dukas-nál – a komponálás, zongora és összhangzattan terén 1932-ig. Itt ismerte meg jövendőbelijét, a zsidó-török zongoraművésznőt, Victoria Kamhit, akit Valenciában feleségül vett. Az ezt követő években számos külföldi utat tett Németországban, Ausztriában és Svájcban. Időközben 1934-ben ismét Párizsba vitte útja, hogy ott zenetörténetet tanuljon. 1939-ben Madridban települt le. Továbbra is hosszú utazásokat tett (többek közt Angliában, Itáliában, Görögországban és Dél-Amerikában). 1948-ban a madridi konzervatórium zenetörténet professzora lett. Zenekritikusként is dolgozott és egyben a rádió zenei osztályát vezette. Számos kitüntetésben részesült, köztük kétszer a Premio Nacional de Música kitüntetésben (1942 és 1982). Hét egyetem választotta díszdoktorává (többek közt a Valenciai Politechnikai Egyetem). Rodrigo 1996-ban megkapta Asztúria Hercegének Díját is (Premio Príncipe de Asturias).

## Zenei stílusa
Párizsi tartózkodása idején nagy hatással volt rá a találkozás Manuel de Fallával. Egyéni stílusát ő és Paul Dukas befolyásolta. Ez ötvözi a neoklasszicizmust a spanyol zenei folklór elemeivel. Részben átvett a 16–17. századi formákat kissé megváltoztatva azokat, vagy feldolgozta a régi spanyol mesterek darabjait. Egyidejűleg a spanyol népi tánczene felé fordult figyelme. Melódiái igen hatásosak, a hangszerelése világos és inkább a kamarazenére emlékeztet, ennek ellenére nagyon színgazdag. Rodrigo művei a tonalitás keretein belül maradnak, mégis szívesen gazdagította zenei harmóniáját könnyed disszonanciákkal. Különösen a versenyművek írása érdekelte. Leghíresebb alkotása a Concierto de Aranjuez, amiről bizton állíthatjuk, hogy a XX. század legnépszerűbb zenealkotásai közé tartozik. Rodrigo saját generációja legjelentősebb zeneszerzőjének számít.

## Művei
- Zenekari művek
  - Zarabanda lejana y villancico, szimfonikus költemény (1926 – 1930)
  - Per la flor del lliri blau (Egy kék liliom virágaihoz), szimfonikus költemény (1934)
  - Música para un jardín (Egy kerthez), szimfonikus költemény (1923 – 1957)
  - A la busca del más allá (A túlvilág keresése útján), szimfonikus költemény (1976)
- Fúvószenekarok számára írt művei
  - Pasodoble para Paco Alcalde (1975)
  - Adagio para Instrumentos de Víento (1966)
  - Homenaje a la Tempranica (1939)
  - Per la Flor del Lliri Blau (1984)
- Koncertjei
  - Concierto de Aranjuez gitárkoncert (1939)
  - Fantasía para un Gentilhombre gitárkoncert (1954)
  - Concierto para una fiesta gitárkoncert (1983)
  - Concierto Madrigal két gitárra és zenekarra (1966)
  - Concierto Andaluz négy gitárra és zenekarra (1967)
  - Concierto Serenata hárfakoncert (1952)
  - Sones en la Giralda hárfakoncert (1963)
  - Concierto heroico zongorakoncert (1942, 1995-ben újra feldolgozta)
  - Concierto de estío hegedűkoncert (1943)
  - Concierto en modo galante csellókoncert (1949)
  - Concierto como un divertimento csellókoncert (1981)
  - Concierto pastoral fuvolakoncert (1978)
- Más alkotásai
  - Dalművek, például Cuatro Madrigales Amatorios (1948)
  - Kórusművek
  - Kamarazene vonósoknak
  - Gitárzene
  - számos kis zongoradarab

## Külső hivatkozások
- Hivatalos honlap
- Biográfiai adatok és műveinek listája a Schott Musik-nál
- A Concierto de Aranjuez második tétele Paco de Lucía előadásában

## Fordítás
- Ez a szócikk részben vagy egészben  a    Joaquín Rodrigo című német Wikipédia-szócikk ezen változatának fordításán alapul.  Az eredeti cikk szerkesztőit annak laptörténete sorolja fel. Ez a jelzés csupán a megfogalmazás eredetét és a szerzői jogokat jelzi, nem szolgál a cikkben szereplő információk forrásmegjelöléseként.